# James S. Mitchell
James S. Mitchell (* 1784 bei Rossville, York County, Pennsylvania; † 1844 in Belleville, Illinois) war ein US-amerikanischer Politiker. Zwischen 1821 und 1827 vertrat er den Bundesstaat Pennsylvania im US-Repräsentantenhaus.

## Werdegang
Weder das genaue Geburtsdatum noch das Sterbedatum von James Mitchell sind überliefert. Auch über seinen beruflichen Werdegang jenseits der Politik ist nichts bekannt. Er besuchte die öffentlichen Schulen seiner Heimat. Später wurde er Mitglied der von Thomas Jefferson gegründeten Demokratisch-Republikanischen Partei. Zwischen 1812 und 1814 war er Abgeordneter im Repräsentantenhaus von Pennsylvania.
Bei den Kongresswahlen des Jahres 1820 wurde Mitchell im vierten Wahlbezirk von Pennsylvania in das US-Repräsentantenhaus in Washington, D.C. gewählt, wo er am 4. März 1821 die Nachfolge von Jacob Hostetter antrat. Nach zwei Wiederwahlen konnte er bis zum 3. März 1827 drei Legislaturperioden im Kongress absolvieren. Seit 1823 vertrat er dort den zehnten Distrikt seines Staates. In den 1820er Jahren schloss er sich der Bewegung um den späteren Präsidenten Andrew Jackson an. Seit etwa 1825 wurde auch die Arbeit des Kongresses durch die Diskussionen zwischen den Anhängern Jacksons und denen von Präsident John Quincy Adams bzw. von Henry Clay geprägt.
Nach dem Ende seiner Zeit im US-Repräsentantenhaus ließ sich James Mitchell noch im Jahr 1827 im Jefferson County in Ohio nieder. Später zog er nach Belleville in Illinois, wo er 1844 verstarb.